# Jassosqualus hispaniolensis
Jassosqualus hispaniolensis är en insektsart som beskrevs av Dietrich och Vega 1995. Jassosqualus hispaniolensis ingår i släktet Jassosqualus och familjen dvärgstritar. Inga underarter finns listade i Catalogue of Life.